# 罪夢者
《罪夢者》（英語：Nowhere Man），原劇名《擺渡身》（英語：Bardo），是一部由Netflix和IFA Media共同製作的懸疑驚悚類型劇集，亦是Netflix參與製作的首部台灣原創劇集，由法兰克·史密斯（英語：Frank Smith）監製，陳映蓉執導及編劇。全劇共八集，由Netflix平台於2019年10月31日下午三點全球同步、全季上線。由賈靜雯、張孝全領銜主演，范曉萱、王柏傑、章立衡、周洺甫、許光漢主演，劇集的主題是探討死刑議題和亞洲社會的現實與矛盾，故事取自真實社會案件，講述死刑犯阿全在等待死刑時進入一個神秘空間，他策劃逃出的過程中發現自己身陷更危險的陰謀之中，並在保護家人的歷險過程中得到自我救贖。

## 演員表

### 主要演員
- 張孝全 飾演 丁常全（阿全）
- 賈靜雯 飾演 蔣靜芳
- 范曉萱 飾演 白蘭
- 王柏傑 飾演 蕭仨（瀟灑）
- 章立衡 飾演 崔承規（阿鬼）
- 周洺甫 飾演 崔萬福（福星）
- 許光漢 飾演 林季子/杜自強（王小秋）
- 郭子乾 飾演 楊萬里
- 陸一龍 飾演 夏世英（唐三百）

### 其他演員
- 庹宗華 飾演 萬有青（萬二）
- 李志希 飾演 王慶年
- 孫　情 飾演 邱乙陽（大邱）
- 沈海蓉 飾演 丁宛容（丁嫂）／夏丁香
- 潘儀君 飾演 張蓮生
- 屠俊麒 飾演 林關中
- 彭千祐 飾演 林本川
- 謝岩希 飾演 蔣天祐
- 侯哿可 飾演 王小秋 (兒時)

## 製作
《罪夢者》原劇名《擺渡身》，由柯汶利導演執導，原創故事及劇本《擺渡身》由陳昱俐、詹俊傑、郭柏伸共同完成。但柯汶利因個人因素，而無法繼續進行此劇拍攝，Netflix重新尋找合適人選及內容，導演陳映蓉加入後重新改寫劇本，並將劇名更改為《罪夢者》，由陳映蓉執導及編劇。2018年9月29日舉辦開拍記者會，於同年10月3日開拍，全劇於北台灣取景拍攝，監獄場景則在坪林舊監獄取景。

## 故事大綱
一樁令人髮指的罪案，把崇合幫成員阿全、阿鬼、瀟灑都捲入其中。他們逃避警察追捕，還帶著阿鬼的弟弟。阿全承擔綁架案的後果，卻開始看見異象。蔣靜芳和孩子前路茫茫。天祐失蹤讓阿全與靜芳面臨艱難抉擇。獄外有個人幫助阿全想出縝密的逃獄計畫。老友重聚，大家卻輕鬆不起來。楊警官在獄中找到證據，向白蘭施壓，要她吐露有關阿鬼的資訊。白蘭和阿全、瀟灑、福星逃獄事件的關聯逐漸明朗。靜芳夾在楊警官和阿全之間，左右為難。來自過去的鬼魂再度纏上阿全，他必須付出沉重的代價，才能證明自己清白，並救回兒子。楊警官來到王慶年遺孀家裡，挖掘出一個黑暗的祕密。對阿全、瀟灑、阿鬼而言，自由似乎遙不可及。林季子說出有關兩樁綁架案的驚人真相。阿全、瀟灑、阿鬼尋找摯愛，並面對逐漸迫近的威脅。

## 歌曲
| 曲序 | 曲目                 |          | 作曲     | 演唱     |
| ---- | -------------------- | -------- | -------- | -------- |
| 1.   | 似是故人來           | 林夕     | 羅大佑   | 梅艷芳   |
| 2.   | 虧欠                 | 流氓阿德 | 流氓阿德 | 流氓阿德 |
| 3.   | 給五十歲自己的備忘錄 | 流氓阿德 | 流氓阿德 | 流氓阿德 |
| 4.   | 魂縈舊夢             | 山西村   | 侯湘     | 蔡琴     |

## 獎項
| 年份   | 單位         | 獎項                       | 入圍者                                 | 結果 |
| ------ | ------------ | -------------------------- | -------------------------------------- | ---- |
| 2020年 | 第55屆金鐘獎 | 迷你劇集獎                 | 迷你劇集獎                             | 提名 |
| 2020年 | 第55屆金鐘獎 | 迷你劇集／電視電影男主角獎 | 張孝全                                 | 提名 |
| 2020年 | 第55屆金鐘獎 | 迷你劇集／電視電影男配角獎 | 王柏傑                                 | 提名 |
| 2020年 | 第55屆金鐘獎 | 迷你劇集／電視電影女配角獎 | 范曉萱                                 | 提名 |
| 2020年 | 第55屆金鐘獎 | 戲劇類節目攝影獎           | 周宜賢、楊豐銘、孫紀明                 | 獲獎 |
| 2020年 | 第55屆金鐘獎 | 聲音設計獎                 | 高偉晏、鄭元凱、許家維、黃鎮洋、湯湘竹 | 獲獎 |
| 2020年 | 第55屆金鐘獎 | 燈光獎                     | 謝松銘                                 | 獲獎 |
| 2020年 | 第55屆金鐘獎 | 美術設計獎                 | 梁碩麟、施筱柔                         | 獲獎 |

## 外部連結
- 在Netflix上觀看《罪夢者》
- Yahoo奇摩電影上《罪夢者》的資料（繁體中文）
- 開眼電影網上《罪夢者》的資料（繁體中文）
- 豆瓣电影上《罪夢者》的資料 （简体中文）
- 时光网上《罪夢者》的資料（简体中文）
- 互联网电影数据库（IMDb）上《罪夢者》的资料（英文）
- YouTube上的罪夢者正式預告.Netflix Asia.2019年10月6日